# Stefan Effenberg
Stefan Effenberg (sinh ngày 2 tháng 8 năm 1968 ở Niendorf, Hamburg) là một cựu cầu thủ bóng đá Đức.
Là một tiền vệ trung tâm, Effenberg sở hữu khả năng lãnh đạo thiên bẩm, sức mạnh cơ bắp trong lối chơi, những cú sút xa đầy uy lực và tinh thần chiến đấu gan lì đặc trưng của bóng đá Đức. Ngoài ra anh cũng là một cầu thủ khá tai tiếng trong và ngoài sân cỏ.

## Sự nghiệp cấp câu lạc bộ
Sinh ra tại Niendorf, Hamburg, Effenberg bắt đầu thi đấu bóng đá chuyên nghiệp cho câu lạc bộ Borussia Mönchengladbach, một lựa chọn bắt buộc khi chưa đầy 20 tuổi. Điều này đã khiến cho gã khổng lồ Bayern để mắt tới. Sau đó anh thi đấu cho Bayern, ghi được 19 bàn trong hai mùa đầu tiên cho câu lạc bộ nhưng không đạt được bất cứ danh hiệu Bundesliga nào.
Khi huyền thoại Lothar Matthäus quay trở lại Bayern vào năm 1992 thì Effenberg lúc này đã chuyển sang thi đấu cho ACF Fiorentina. Trong mùa đầu tiên, anh tỏ ra rất mờ nhạt vì đội hình của Fiorentina bấy giờ còn có hai ngôi sao khác là Brian Laudrup và Batistuta.
Effernberg quay trở lại thi đấu cho Borussia. Anh đã ghi 23 bàn thắng trong hơn 118 trận ra sân cho câu lạc bộ.
Ấn tượng trước thành tích thi đấu của Efferngerg, Bayern tái ký hợp đồng với anh lần thứ hai. Trong lần trở lại này, Effenberg đã đạt được nhiều thành tích đáng kể. Anh đã cùng câu lạc bộ ba lần liên tiếp lên ngôi tại giải Bundesliga, vô địch Cúp C1 mùa giải 2000-2001 (thắng Valencia trong loạt sút luân lưu), đích thân ghi bàn thắng sang bằng tỉ số 1-1 trong trận chung kết với Valencia. Tại cúp C1 năm đó, anh cũng được bầu chọn là Cầu thủ của năm. Sau khi giải nghệ, Effenberg được cổ động viên bình chọn vào đội hình mười một cầu thủ xuất sắc nhất mọi thời đại của Bayern.
Sau một mùa giải thi đấu cho VfL Wolfsburg, Effenberg kết thúc sự nghiệp của mình tại Qatar khi gia nhập Câu lạc bộ thể thao Al-Arabi.

## Sự nghiệp quốc tế
Effenberg đã thi đấu 35 trận cho đội tuyển quốc gia Đức và ghi được năm bàn thắng. Anh bắt đầu tham gia đội tuyển vào ngày 5 tháng 6 năm 1991, trong trận đấu với xứ Wales tại vòng loại Euro 1992. Anh chơi được 20 phút và tuyển Đức khi đó thua trận trên sân khách. Tuy nhiên, sự nghiệp quốc tế của Effenberg được đánh dấu bằng các rắc rối và thành tích thi đấu nghèo nàn.
Anh đã bị Hiệp hội bóng đá Đức từ chối xem xét việc chọn anh vào đội tuyển quốc gia sau sự cố tại vòng chung kết World Cup 1994. Tại vòng chung kết, trong trận đấu vòng bảng gặp Hàn Quốc, Effenberg đã có hành động không đúng mực ("giơ ngón tay giữa") đối với người hâm mộ tại sân Cotton Bowl, Dallas khi anh bị thay ra vì màn trình diễn tệ hại. Với sự bê bối này, huấn luyện viên Berti Vogts đã quyết định loại Effenberg khỏi phần còn lại của giải đấu.
Tháng 9 năm 1998, Effenberg quay trở lại đội tuyển quốc gia trong một số trận giao hữu quốc tế. Đó cũng là những trận đấu cuối cùng mà anh cùng huấn luyện viên Berti Vogts phục vụ cho đội tuyển Đức.

### Các bàn thắng cho đội tuyển quốc gia
| #  | Ngày                | Địa điểm                             | Đối thủ  | Ghi bàn | Kết quả | Giải đấu       |
| -- | ------------------- | ------------------------------------ | -------- | ------- | ------- | -------------- |
| 1. | 15 tháng 6 năm 1992 | Idrottsparken, Norrköping, Thuỵ Điển | Scotland | 2–0     | 2–0     | UEFA Euro 1992 |
| 2. | 9 tháng 9 năm 1992  | Parken Stadium, Copenhagen, Đan Mạch | Đan Mạch | 2–1     | 2–1     | Giao hữu       |
| 3. | 14 tháng 4 năm 1993 | Ruhrstadion, Bochum, Đức             | Ghana    | 2–1     | 6–1     | Giao hữu       |
| 4. | 19 tháng 6 năm 1993 | Pontiac Silverdome, Detroit, Hoa Kỳ  | Anh      | 1–0     | 2–1     | U.S. Cup       |

## Danh hiệu

### Câu lạc bộ
Bayern Munich
- Bundesliga: 1998–99, 1999–2000, 2000–01
- DFB-Pokal: 1999–2000
- UEFA Champions League: 2000–01
- Intercontinental Cup: 2001
- DFL-Supercup: 1990
- DFB-Ligapokal: 1998, 1999, 2000

Fiorentina
- Serie B: 1993–94

Borussia Mönchengladbach
- DFB-Pokal: 1994–95

### Quốc tế
Đội tuyển Đức
- UEFA European Championship á quân: 1992
- U.S. Cup: 1993

### Cá nhân
- Cầu thủ của năm: 2001